# Il cuore di pietra
Il cuore di pietra (Das steinerne Herz) è un racconto di Ernst Theodor Amadeus Hoffmann che venne pubblicato nel secondo volume dei suoi Notturni (Nachtstücke) nel 1817.
Il tema centrale del racconto è la rievocazione del passato, che Hoffmann rappresenta con toni "proustiani" nella scena della festa in casa del consigliere.

## Trama
Il consigliere aulico Massimiliano Reutlinger possiede un giardino nella sua casa di campagna all'interno del quale si trova un padiglione di marmo. Nel pavimento della piccola costruzione sta incastrata una pietra rossa a forma di cuore, sotto cui il consigliere vuole essere sepolto quando sarà morto. Il padiglione, in realtà, simboleggia due importanti episodi della vita di Reutlinger: il giovanile e sfortunato amore per la bella Giulia e il doloroso allontanamento del nipotino Max. Un giorno, durante una festa all'aperto nel giardino della casa, il consigliere, che come il suo amico barone von Exter è studioso di arti occulte, crede di aver ricevuto un presagio della propria morte nella visione di sé stesso ringiovanito e amato da Giulia.

## Edizioni italiane
- E.T.A. Hoffmann, Racconti notturni, a cura di Claudio Magris, traduzioni di Carlo Pinelli e Alberto Spaini, Einaudi, Torino, 1994.